# Douglas Jackson (scrittore)
Douglas Jackson (Jedburgh, 1956) è uno scrittore scozzese. Ha lavorato per 36 anni al giornalismo, in cui spicca il suo ruolo da assistente editore nel giornale The Scotsman, fino al 2009, anno in cui ha iniziato la sua carriera da scrittore.
L'edizione italiana che ha curato buona parte della sua bibliografia è stata curata dalla Newton Compton Editori, compresi i suoi due romanzi d'esordio, Morte all'imperatore! (Caligula) e Il segreto dell'imperatore (Claudius).

## Libri

### Saga di Rufo
- 2007 - Morte all'imperatore! (Caligula), Newton Compton, traduzione di Cristina Minozzi, 2008 (ISBN 978-88-541-5540-4)
- 2009 - Il segreto dell'imperatore (Claudius), Newton Compton, traduzione di Milvia Faccia, 2011 (ISBN 978-88-541-3250-4)

### Saga di Gaio Valerio Verre
1. 2010 - L'eroe di Roma (Hero of Rome), Newton Compton, traduzione di Giampiero Cara, 2012, ISBN 978-88-541-4527-6
2. 2011 - Combatti per Roma (Defender of Rome), Newton Compton, traduzione di Valentina De Rossi, 2015, ISBN 978-88-541-7726-0
3. 2012 - La vendetta di Roma (Avenger of Rome), Newton Compton, traduzione di Rosa Prencipe, 2016, ISBN 978-88-541-9900-2
4. 2013 - Nel segno di Roma (Sword of Rome), Newton Compton, traduzione di Emanuele Megalli, 2017, ISBN 978-88-227-1509-8
5. 2014 - I nemici di Roma (Enemy of Rome), Newton Compton, traduzione di Rosa Prencipe, 2018, ISBN 978-88-227-2392-5
6. 2015 - La conquista di Roma (Scourge of Rome), Newton Compton, traduzione di Rosa Prencipe, 2019, ISBN 978-88-227-3521-8
7. 2016 - Per la salvezza di Roma (Saviour of Rome), Newton Compton, traduzione di Donatella Semproni, 2020, ISBN 978-88-227-4521-7
8. 2017 - Per la gloria di Roma (Glory of Rome), Newton Compton, traduzione di Carlotta Mele e Beatrice Messineo, 2021, ISBN 978-88-227-5542-1
9. 2018 - L'orgoglio di Roma (Hammer of Rome), Newton Compton, traduzione di Donatella Semproni, 2022, ISBN 978-88-227-6873-5

### Saga di Marco Flavio Vittore
1. 2022 - L'ultimo comandante di Roma (The Wall), Newton Compton, traduzione di Vittorio Ambrosio, 2023, ISBN 978-88-227-7677-8
2. 2023 - The Barbarian

### Saga di James Saintclaire (alias di James Douglas)
- 2011 - The Doomsday Testament
- 2012 - The Isis Covenant
- 2013 - The Excalibur Codex
- 2014 - The Samurai Inheritance

### Saga di Glen Savage
- 2014 - War Games
- 2019 - Brothers in arms

### SerieWarsaw Quartet
- 2019 - Blood Roses
- 2024 - Blood Sacrifice
- 2025 - Blood Vengeance